# 2006年トリノオリンピックのノルウェー選手団
2006年トリノオリンピックのノルウェー選手団（2006ねんトリノオリンピックのノルウェーせんしゅだん）は、2006年2月10日から2月26日までイタリアのトリノで開催された2006年トリノオリンピックのノルウェー選手団、およびその競技結果。

## 概要
今大会は、金メダル2個、銀メダル8個、銅メダル9個の合計19個のメダルを獲得した。
アルペンスキーでは、チェーティル・アンドレ・オーモットが男子大回転で2002年ソルトレークシティオリンピックに続いて金メダルを獲得し2連覇を達成した。

## メダル
| メダル | 選手名                                                                                              | 競技                   | 種目                 |
| ------ | --------------------------------------------------------------------------------------------------- | ---------------------- | -------------------- |
| 金     | チェーティル・アンドレ・オーモット                                                                  | アルペンスキー         | 男子スーパー大回転   |
| 金     | ラーシュ・ビステル                                                                                  | スキージャンプ         | 男子ノーマルヒル     |
| 銀     | フローデ・エスティル                                                                                | クロスカントリースキー | 男子30kmパシュート   |
| 銀     | マリット・ビョルゲン                                                                                | クロスカントリースキー | 女子10kmクラシカル   |
| 銀     | イエンスアルネ・スバルテダル トールアルネ・ヘトラン                                                 | クロスカントリースキー | 男子チームスプリント |
| 銀     | マグヌス・モーアン                                                                                  | ノルディック複合       | 男子スプリント       |
| 銀     | カーリ・トロー                                                                                      | フリースタイルスキー   | 女子モーグル         |
| 銀     | ハルワルド・ハーネボル                                                                              | バイアスロン           | 男子10kmスプリント   |
| 銀     | オーレ・アイナル・ビョルンダーレン                                                                  | バイアスロン           | 男子20km個人         |
| 銀     | オーレ・アイナル・ビョルンダーレン                                                                  | バイアスロン           | 男子12.5kmパシュート |
| 銅     | ヒルデ・ペデルセン                                                                                  | クロスカントリースキー | 女子10kmクラシカル   |
| 銅     | ロアル・ヨケルソイ                                                                                  | スキージャンプ         | 男子ノーマルヒル     |
| 銅     | ラーシュ・ビステル                                                                                  | スキージャンプ         | 男子ラージヒル       |
| 銅     | ラーシュ・ビステル ビヨーン・アイナール・ローモーレン トミー・インゲブリクトセン ロアル・ヨケルソイ | スキージャンプ         | 男子ラージヒル団体   |
| 銅     | マグヌス・モーアン                                                                                  | ノルディック複合       | 男子個人             |
| 銅     | シェルスティ・バース                                                                                | スノーボード           | 女子ハーフパイプ     |
| 銅     | フローデ・アンドレセン                                                                              | バイアスロン           | 男子10kmスプリント   |
| 銅     | オーレ・アイナル・ビョルンダーレン                                                                  | バイアスロン           | 男子15kmマススタート |
| 銅     | ハルバール・ハーネボル                                                                              | バイアスロン           | 男子20km個人         |